# Водяновский (Чернышковский район)
Водя́новский — хутор в Чернышковском районе Волгоградской области России. Входит в состав Пристеновского сельского поселения.

## География
Хутор расположен в маловодной балке Водяной, от которой произошло название, правом притоке реки Солоная, примерно в 63 километрах на юго-восток от райцентра, высота центра селения над уровнем моря — 29 м.
На 2017 год Водяновском числится 2 улицы: Центральная и Садовая

## Население
| 2010 |
| ---- |
| 144  |

## Транспорт
К хутору есть подъезд от автомобильной дороги «Суровикино (км 7) — Тормосин — Нижнегнутов» (идентификационный номер 18 ОП РЗ 18К-25-8/1).
Через Водяновский проходит автодорога Волгоград — Ростов-на-Дону, по которой осуществляется автобусное сообщение с райцентром и соседними населёнными пунктами.